# راه‌آهن کانادا پاسیفیک

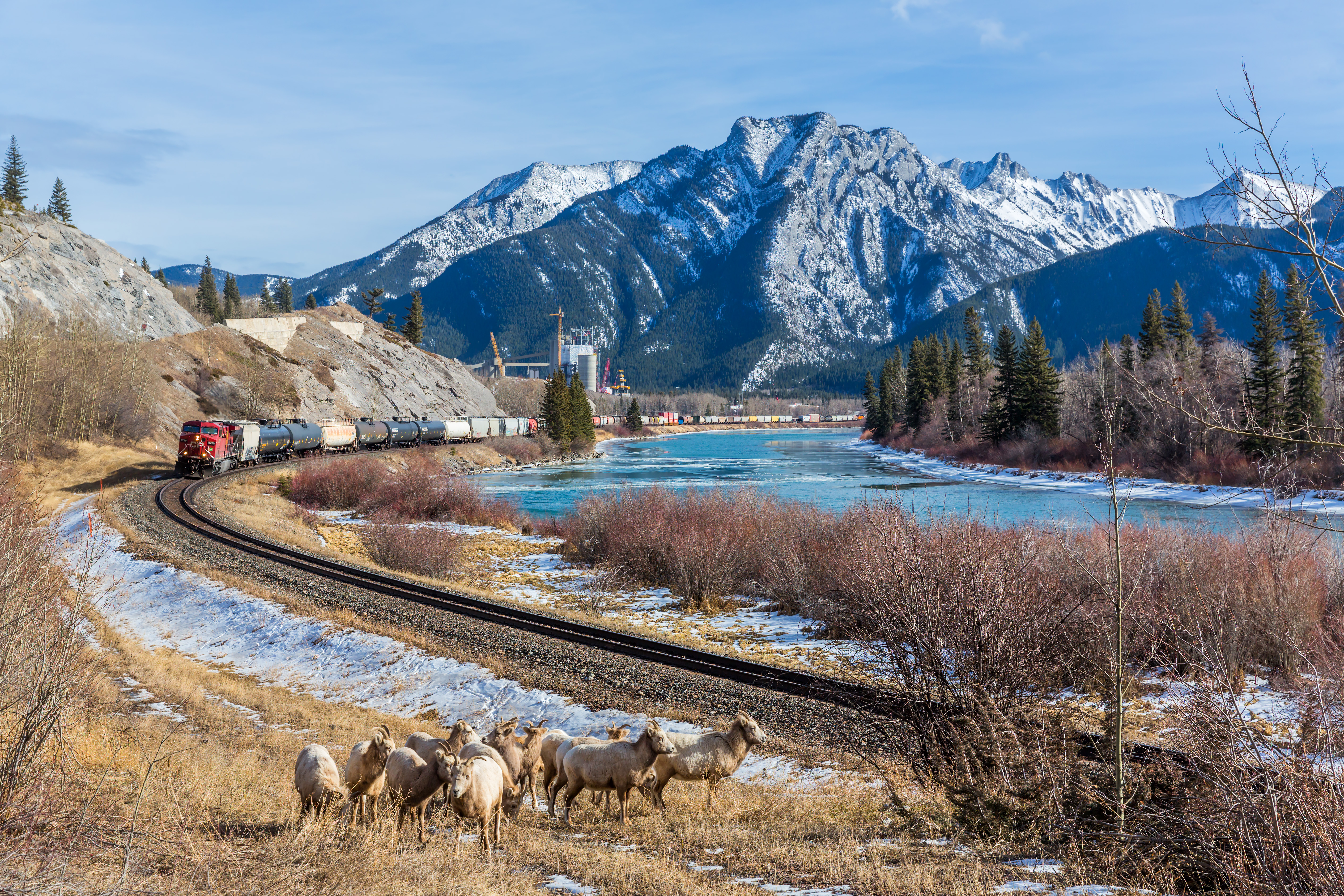
نگاره‌ای از یک قطار باری متعلق به شرکت راه‌آهن کانادا پسیفیک که توسط لوکوموتیو ۴٬۴۰۰ اسب بخاری جنرال الکتریک آسی۴۴۰۰سی‌دبلیو (en) کشیده می‌شود. این نگاره در نزدیکی روستای اِکس‌شاو (en) در کنار منظره‌ای از رودخانه بو و با پس‌زمینه‌ای از کوه‌های راکی در استان آلبرتا، کانادا ثبت شده‌است.

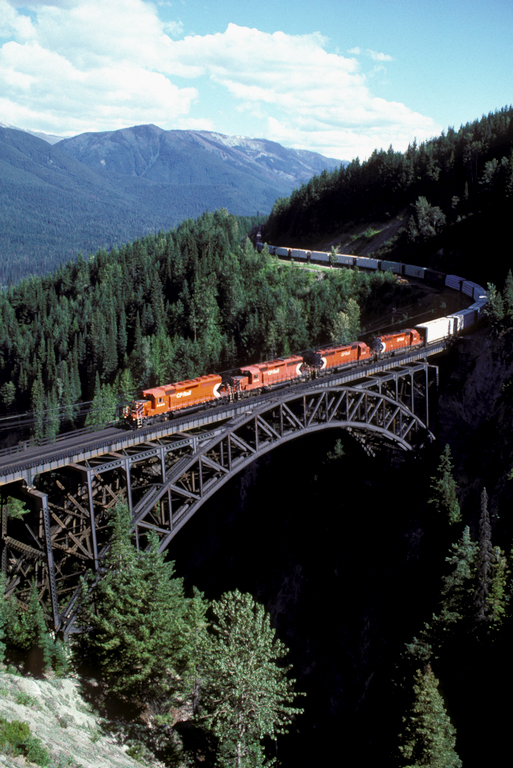
قطار متعلق به راه‌آهن کانادا پسیفیک در حال عبور از روی پل سنگی کریک، راجرز پاس

راه‌آهن کانادا پسیفیک (به انگلیسی: Canadian Pacific Railway) شرکت حمل‌ونقل ریلی کانادایی است، که مالک شبکه‌ای از ۲۲٫۵۰۰ کیلومتر خط آهن می‌باشد، این شبکه کانادا و ایالت‌های غرب میانه آمریکا، همچنین ایالت‌های جنوبی آمریکا را تحت پوشش قرار می‌دهد.
شرکت راه‌آهن کانادا پسیفیک در سال ۱۸۸۱ با احداث خط‌آهنی که از شرق کانادا تا بریتیش کلمبیا را پوشش می‌داد، راه‌اندازی شد. این شرکت در عمل، با هدف برقراری ارتباط میان استان‌های مجاور اقیانوس آرام با قلمروهای شرقی کانادا، تأسیس گردید.
شبکه راه‌آهن این شرکت هم‌اکنون در دو کشور کانادا و ایالات متحده آمریکا گسترده می‌باشد، که از سویی ایالت‌های غرب میانه آمریکا را به شهرهایی چون شیکاگو، مرتبط می‌سازد، همچنین در حدود ۱٫۶۰۰ کیلومتر در مسیرهای سخت‌گذر در امتداد رشته‌کوه راکی پیش می‌رود و از شرق تا مونترآل، غرب تا ونکوور و در شمال تا ادمونتون، امتداد دارد. این شبکه در ایالات متحده نیز شهرهای بزرگی چون مینیاپولیس، دیترویت، شیکاگو و نیویورک را تحت پوشش می‌دهد.
دفتر مرکزی این شرکت در شهر کلگری، آلبرتا قرار دارد و ایستگاه‌های اصلی آن در شهرهای کلگری، شیکاگو، مونترآل، تورنتو، وینیپگ و سینت پال مستقرند.
بخشی از سهام شرکت راه‌آهن کانادا پسیفیک در بازارهای بورس نیویورک و بورس تورنتو معامله می‌شود. این شرکت پس از راه‌آهن ملی کانادا به‌عنوان دومین شرکت حمل‌ونقل ریلی کانادا شناخته می‌شود.